# Ribeirão Vermelho (vattendrag i Brasilien, Paraná, lat -22,65, long -51,38)
Ribeirão Vermelho är ett vattendrag i Brasilien.   Det ligger i delstaten Paraná, i den södra delen av landet, 800 km söder om huvudstaden Brasília.
Omgivningarna runt Ribeirão Vermelho är huvudsakligen savann. Runt Ribeirão Vermelho är det glesbefolkat, med 11 invånare per kvadratkilometer.